# Purhus Kommune
Purhus Kommune i Århus Amt blev dannet ved kommunalreformen i 1970. Ved strukturreformen i 2007 blev den indlemmet i Randers Kommune sammen med Nørhald Kommune og dele af Langå Kommune, Sønderhald Kommune og Mariager Kommune.

## Tidligere kommuner
Purhus Kommune blev dannet ved sammenlægning af 4 sognekommuner:
| Kommune                 | Folketal 1. januar 1970 | Byer                     |
| ----------------------- | ----------------------- | ------------------------ |
| Asferg-Fårup            | 1.756                   | Asferg og Fårup          |
| Nørbæk-Sønderbæk-Læsten | 942                     | Sønderbæk                |
| Spentrup-Gassum         | 2.074                   | Spentrup og Gassum       |
| Øster Bjerregrav-Ålum   | 1.483                   | Øster Bjerregrav og Ålum |
| I alt                   | 6.255                   |                          |

Hertil kom at Kousted-Råsted Kommune blev delt således at Kousted Sogn kom med i Purhus Kommune, mens Råsted Sogn kom med i Randers Kommune. Kousted-Råsted Kommune havde i alt 856 indbyggere.

## Sogne
Purhus Kommune bestod af følgende sogne:
- Asferg Sogn (Nørhald Herred)
- Fårup Sogn (Nørhald Herred)
- Gassum Sogn (Nørhald Herred)
- Kousted Sogn (Nørhald Herred)
- Læsten Sogn (Sønderlyng Herred)
- Nørbæk Sogn (Sønderlyng Herred)
- Spentrup Sogn (Nørhald Herred)
- Sønderbæk Sogn (Sønderlyng Herred)
- Ålum Sogn (Sønderlyng Herred)
- Øster Bjerregrav Sogn (Sønderlyng Herred)

## Borgmestre[3]
| Navn           | Parti             | Periode   |
| -------------- | ----------------- | --------- |
| Einar Olsen    | Venstre           | 1970-1986 |
| Berner Nielsen | Socialdemokratiet | 1986-2006 |